# 기타사카도역
기타사카도역(일본어: 北坂戸駅, きたさかどえき)은 일본 사이타마현 사카도시에 있는 도부 철도 도조 본선 역이다. 역 번호는 TJ 27이다.

## 역사
- 1973년 8월 21일: 영업 개시.

## 역 구조
섬식 승강장 1면 2선의 지상역에서 교상 역사를 갖는다. 개찰구 층에서 승강장 및 개찰구 층으로 동쪽 출입구 지상부를 연결하는 엘리베이터와 에스컬레이터, 니시구치 보행자 데크와 지상부를 연결하는 엘리베이터가 설치되어 있다.

### 승강장
| 번호 | 노선    | 방향 | 행선 |
| ---- | ------- | ---- | --- |
| 1    | 도조 선 | 하행 | 신린코엔・오가와마치・요리이 방면 |
| 2    | 도조 선 | 상행 | 가와고에・와코시・이케부쿠로 방면 유라쿠초 선 신키바・ 도쿄 지하철 후쿠토신 선 시부야・ 도큐 도요코 선 요코하마・ 미나토미라이 선 모토마치·주카가이 방면 |

- 플랫폼 상에서는 위와 같이 안내되고 있지만 1번 선에서 요리이 역까지 직통하는 열차는 설정되지 않았고, 도부 다케자와 역에서의 요리이 방면은 오가와마치 역에서 환승이 된다.

## 역 주변
본 역은 도시 재생 기구이 개발한 무사시 녹원도시・기타사카도 단지의 거리 개방에 따라 개통한 역이므로 역전에는 도시 기구의 고층 집합 주택을 세우고 서쪽에는 집합 주택이 들어서고 있다.
서쪽 출입구 쪽이 동쪽 출입구보다 승강객이 많아 보행자 데크나 지하 주차장도 구비되어 있다. 또한, "사카도 뉴시티" 버스도 서쪽 출입구에서 발착한다.

### 히가시구치
- 사카도 시 문화 시설
- 사카도 시 아동 센터
- 사이타마 현립 사카도 고등학교
- 마루히로 백화점 사카도점
- 사카도 시 문화 회관

### 니시구치
- 니시이리 경찰서 기타사카도 역전 파출소
- 사카도 시 관공서 기타 사카도 출장소
- 기타사카도 단지 내 우체국
- 미조바타 공원
- 사카도 자동차 교습소
- 닛코 가도의 비
- 사카도 시립 기타사카도 초등학교
- 사카도 시립 이즈미 초등학교
- 사카도 시립 사쿠라 중학교
- 고마 강

## 사진

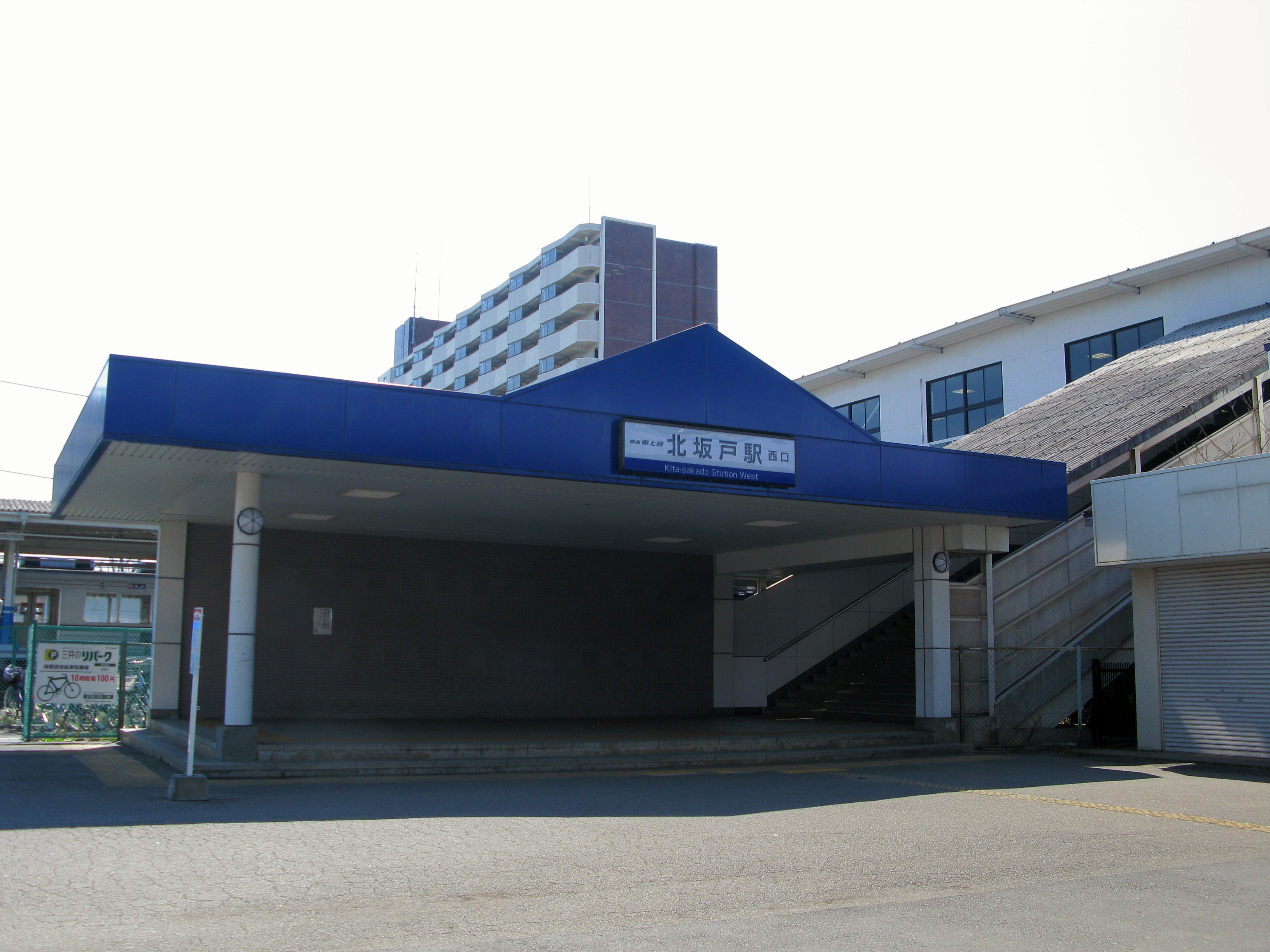
서쪽 출입구
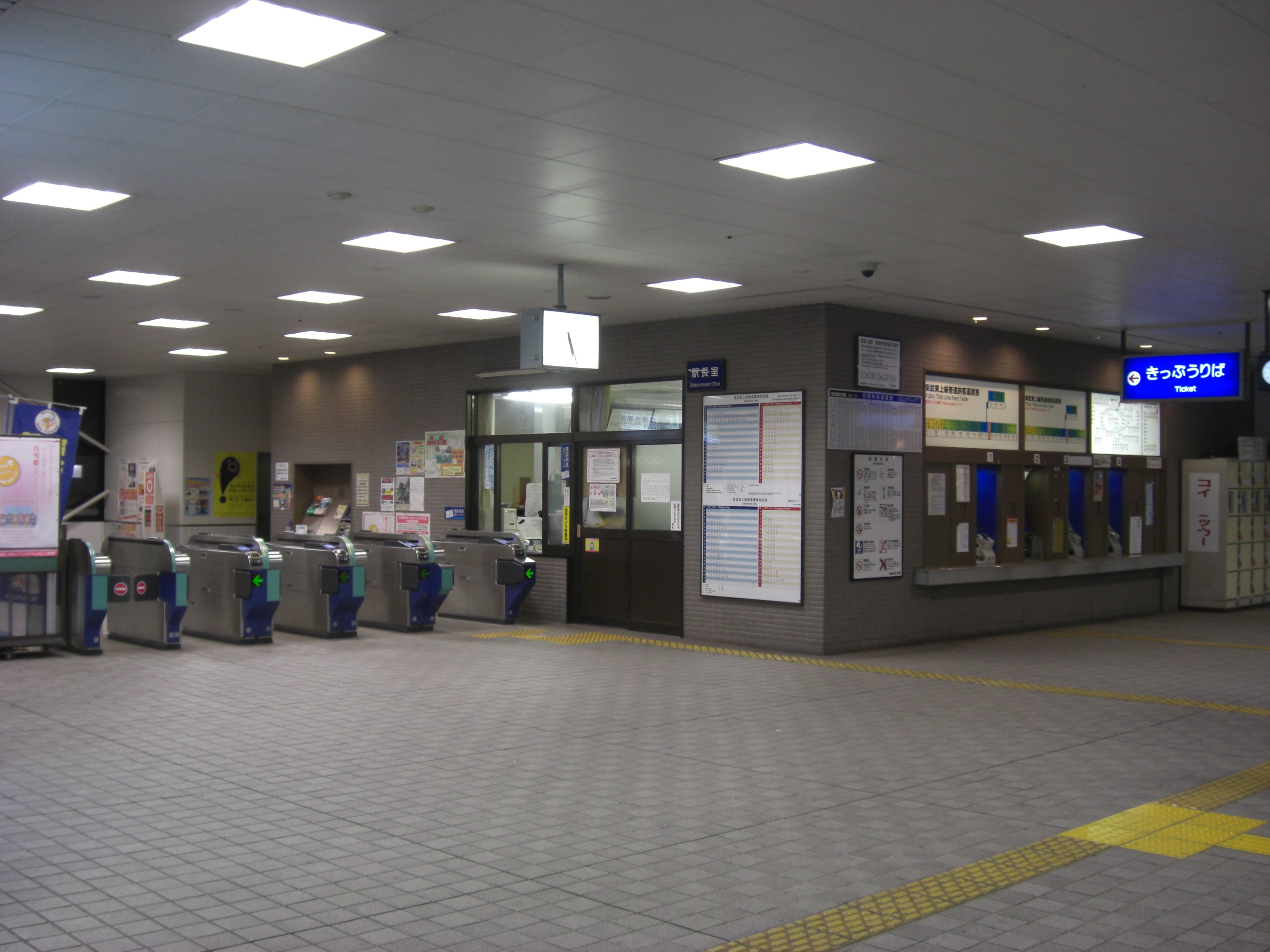
개찰구

## 인접역
| 도부 철도 도조 본선          | 도부 철도 도조 본선  | 도부 철도 도조 본선        |
| ---------------------------- | -------------------- | -------------------------- |
| TJ 26 사카도 이케부쿠로 방면 | ■ 급행 ■ 준급 □ 보통 | 다카사카 TJ 28 요리이 방면 |